# Sam Martin
Sam Martin, voluit Samuel Denison Martin (New York, 7 februari 1983) is een Amerikaans singer-songwriter.
Martin begon zijn carrière als tekstschrijver. Zo schreef hij al hits voor Maroon 5 en Ziggy Marley. Samen met David Guetta schreef hij in 2014 Lovers On The Sun. Deze single bereikte de eerste plaats van de hitparades in Duitsland, Oostenrijk en het Verenigd Koninkrijk. Ook de opvolger van Lovers On The Sun schreef hij met David Guetta: de single Dangerous bereikte in Duitsland, Oostenrijk, Frankrijk en Zwitserland de eerste plaats.

## Discografie

### Singles
| Single met eventuele hitnotering(en) in de Nederlandse Top 40 | Datum van verschijnen | Datum van binnenkomst | Hoogste positie | Aantal weken | Opmerkingen                                                 |
| ------------------------------------------------------------- | --------------------- | --------------------- | --------------- | ------------ | ----------------------------------------------------------- |
| Lovers on the sun                                             | 30-06-2014            | 19-07-2014            | 12              | 18           | met David Guetta / Nr. 9 in de Single Top 100 / Alarmschijf |
| Dangerous                                                     | 06-10-2014            | 25-10-2014            | 2               | 23           | met David Guetta / Nr. 3 in de Single Top 100 / Alarmschijf |
| Wild wild son                                                 | 2018                  | 27-10-2018            | 18              | 7            | met Armin van Buuren / Alarmschijf                          |

| Single met hitnotering(en) in de Vlaamse Ultratop 50 | Datum van verschijnen | Datum van binnenkomst | Hoogste positie | Aantal weken | Opmerkingen      |
| ---------------------------------------------------- | --------------------- | --------------------- | --------------- | ------------ | ---------------- |
| Lovers on the sun                                    | 30-06-2014            | 19-07-2014            | 4               | 21           | met David Guetta |
| Dangerous                                            | 06-10-2014            | 18-10-2014            | 4               | 18           | met David Guetta |
| Unbreakable                                          | 2014                  | 18-10-2014            | tip51           | -            | met Dirty South  |

- Library of Congress Control Number: no2014156619
- MusicBrainz: 4e5369c7-abda-4207-8af8-b4bba8a0a85e
- Virtual International Authority File: 311783083
- WorldCat: E39PBJg8BHMGwwqTHTXvBCwcT3